# Euxoa adriatica
Euxoa adriatica är en fjärilsart som beskrevs av Adriano Fiori 1958. Euxoa adriatica ingår i släktet Euxoa och familjen nattflyn. Inga underarter finns listade i Catalogue of Life.